# Sedlečko (Štětkovice)
Sedlečko je malá vesnice, část obce Štětkovice v okrese Příbram ve Středočeském kraji. Nachází se asi jeden kilometr jihovýchodně od Štětkovic. Je zde evidováno 26 adres. V roce 2011 zde trvale žilo 233 obyvatel.
Sedlečko leží v katastrálním území Štětkovice o výměře 4,98 km².

## Historie
První písemná zmínka o vesnici pochází z roku 1462.
Za druhé světové války se ves stala součástí vojenského cvičiště Zbraní SS Benešov a její obyvatelé se museli 1. dubna 1944 vystěhovat.

## Obyvatelstvo
| Rok            | 1869 | 1880 | 1890 | 1900 | 1910 | 1921 | 1930 | 1950 | 1961 | 1970 | 1980 | 1991 | 2001 | 2011 | 2021 |
| -------------- | ---- | ---- | ---- | ---- | ---- | ---- | ---- | ---- | ---- | ---- | ---- | ---- | ---- | ---- | ---- |
| Počet obyvatel | 103  | 96   | 101  | 94   | 94   | 75   | 61   | 52   | 53   | 47   | 40   | 32   | 118  | 38   | 63   |
| Počet domů     | 23   | 14   | 14   | 14   | 15   | 17   | 17   | 13   | 13   | 14   | 16   | 17   | 47   | 19   | 21   |

## Obecní správa
Při sčítání lidu v letech 1850–1929 Sedlečko bylo osadou obce Kosova Hora v okrese Sedlčany. Od roku 1930 je částí obce Štětkovice, se kterým patřilo nejprve do okresu Sedlčany, ale od roku 1960 v okrese Příbram.

## Pověst
Pověst se vztahuje ke kamennému kříži, z roku 1884, který se nachází poblíž Sedlečka, u cesty vedoucí z Vojkova do Štětkovic. Sedlák Musil ze Štětkovic se v podvečer rozhodl, že se druhý den časně ráno vydá s čeledínem do mlýna. Ráno sedlák zaspal, takže na cestu se vydali později, než měl sedlák v úmyslu. Ve mlýně už byla spousta čekajících. Sedlák se sice snažil mlynáře přemluvit, zda by ho nevzal přednostně, ale nepochodil. Semleto měl až k večeru. Sice se hned se vydali na zpáteční cestu, ale k Sedlečku dojeli už za svitu měsíce. Čeledín si první všiml ženské postavy sedící u kříže. Žena byla oblečená v bílých šatech a nehnutě si četla v knize. Oba přidali do kroku. Něco je na té nehnuté postavě děsilo. Po chvíli se čeledín ptal hospodáře, zda si také všiml, že byla samotná, v noci, daleko od vsi a že si čte tak pozorně, že ani nevnímá, co se okolo děje. Sedlák čeledínovi přisvědčil a doplnil, že i jej zarazilo, jak může někdo v noci vidět bez světla na písmenka v knize. Když se oba otočili, tajemnou postavu u kříže již neviděli.

## Další fotografie

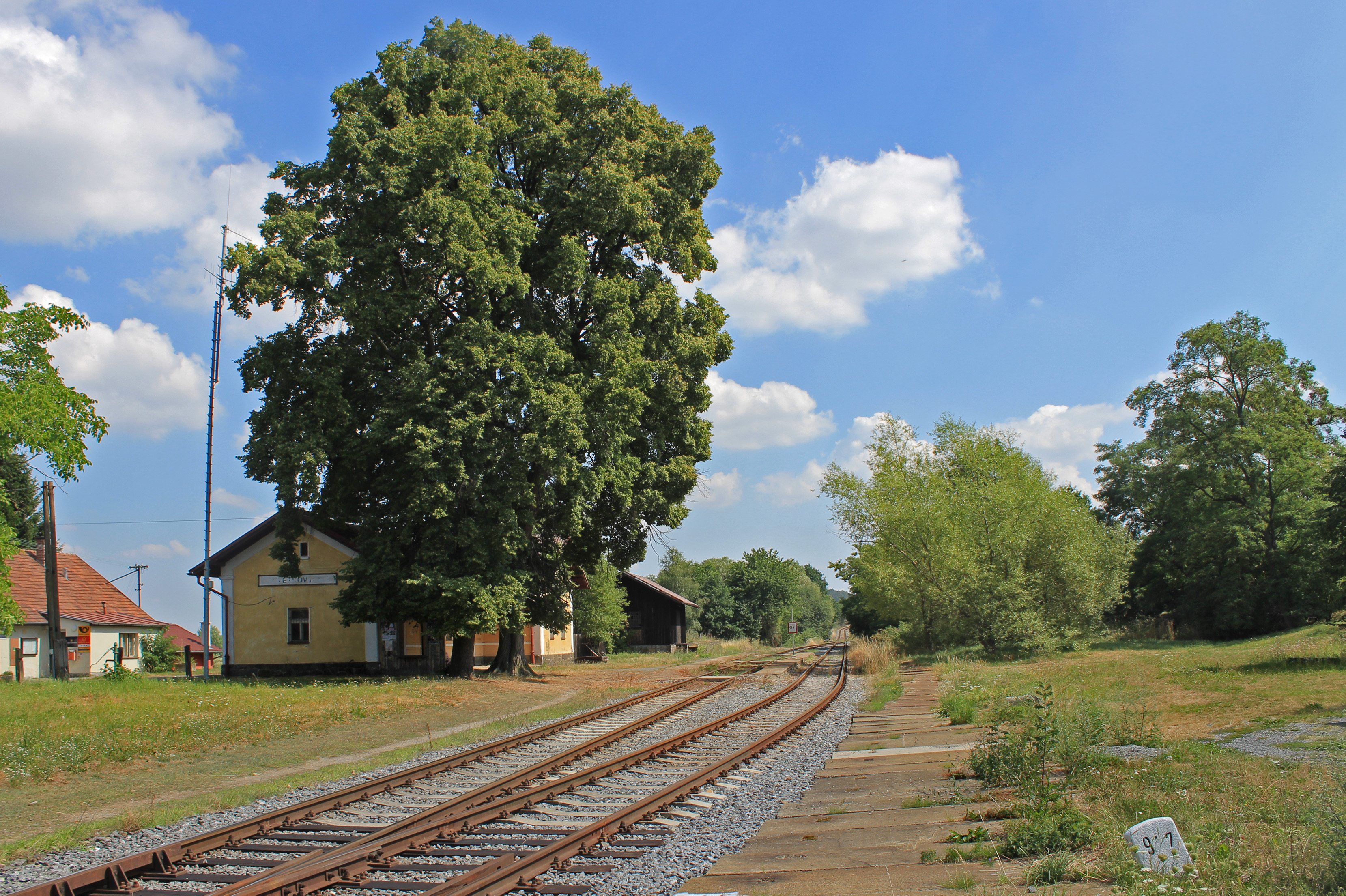
Nádraží
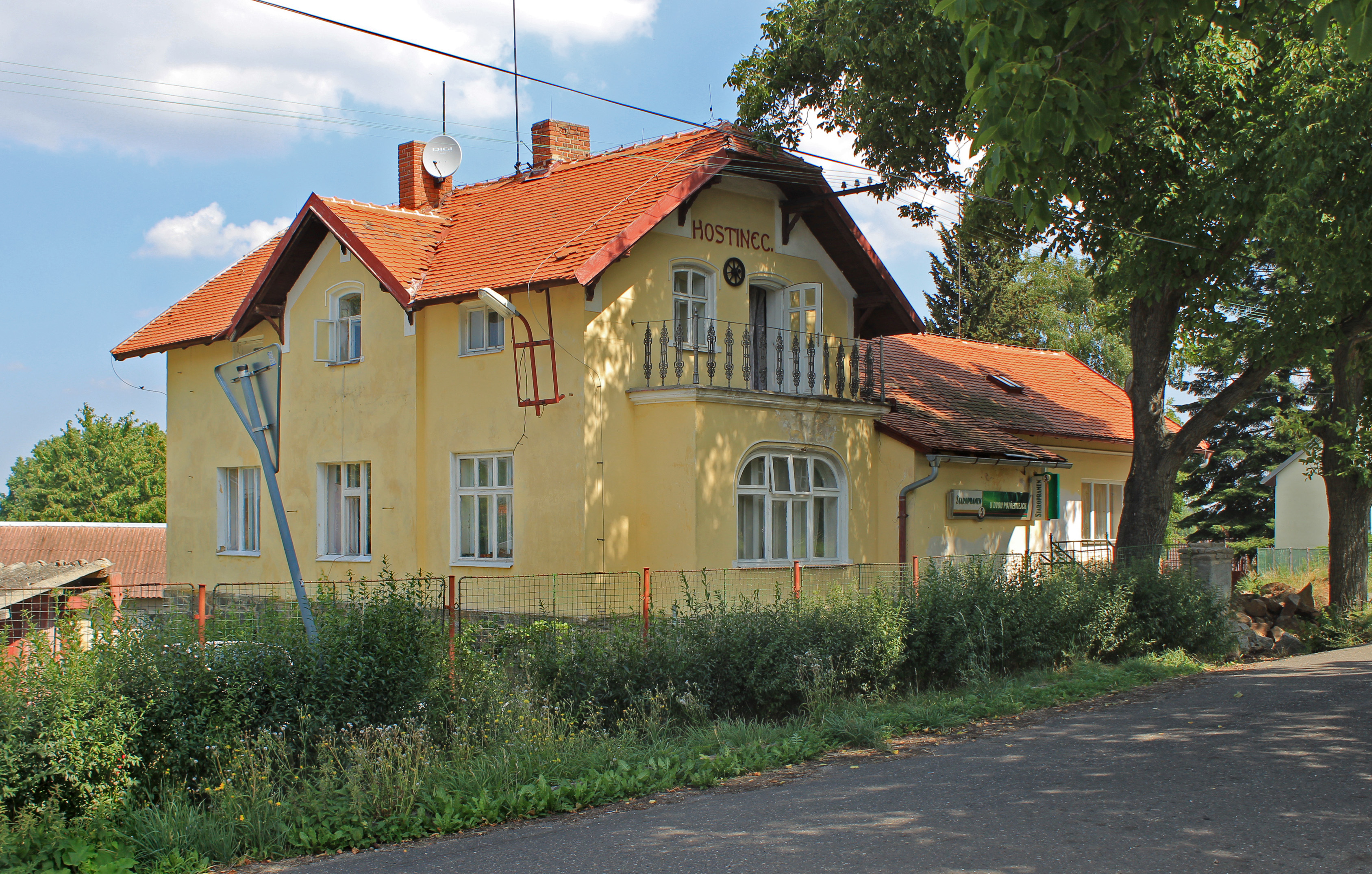
Bývalá restaurace
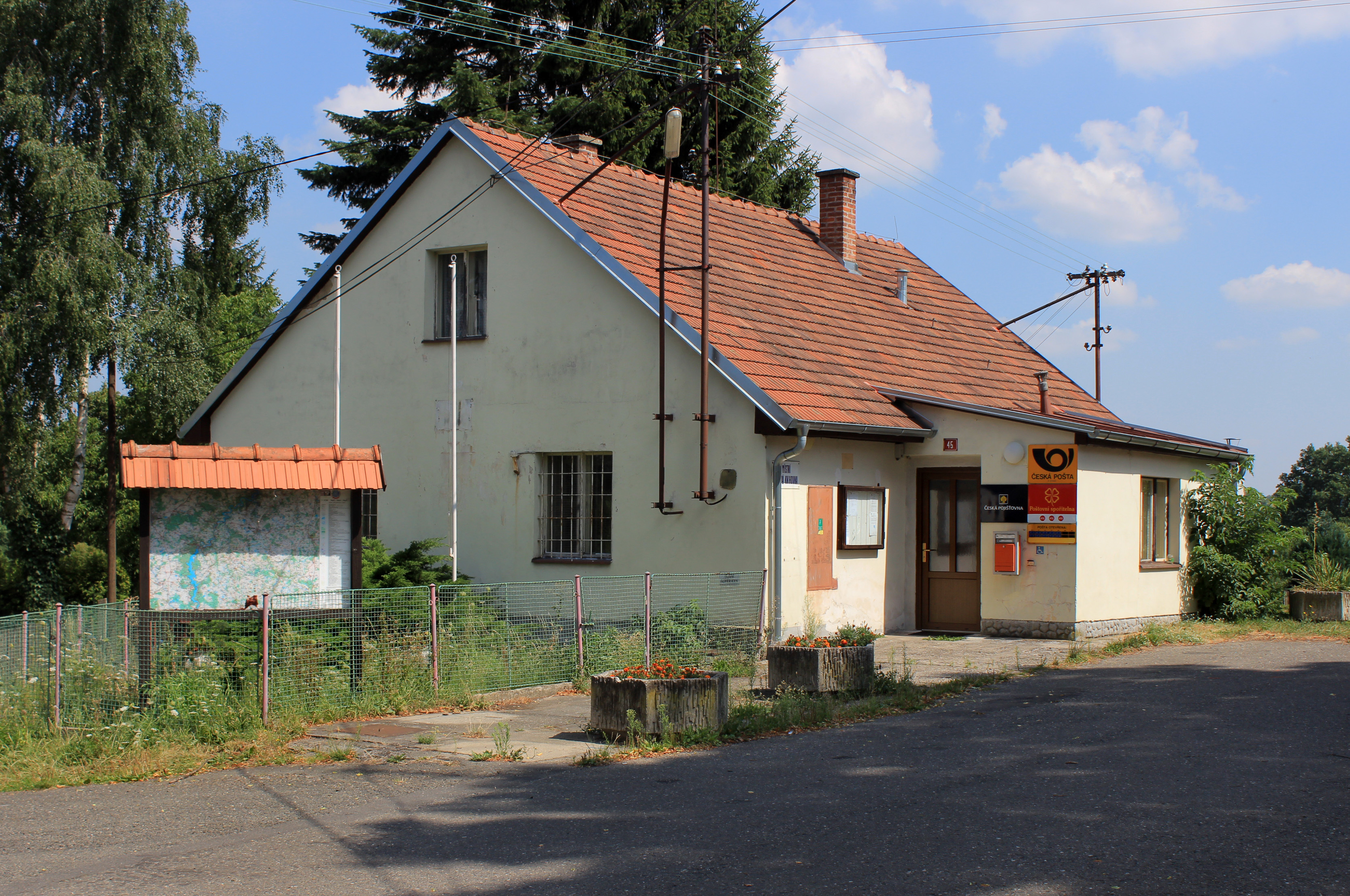
Pošta u nádraží
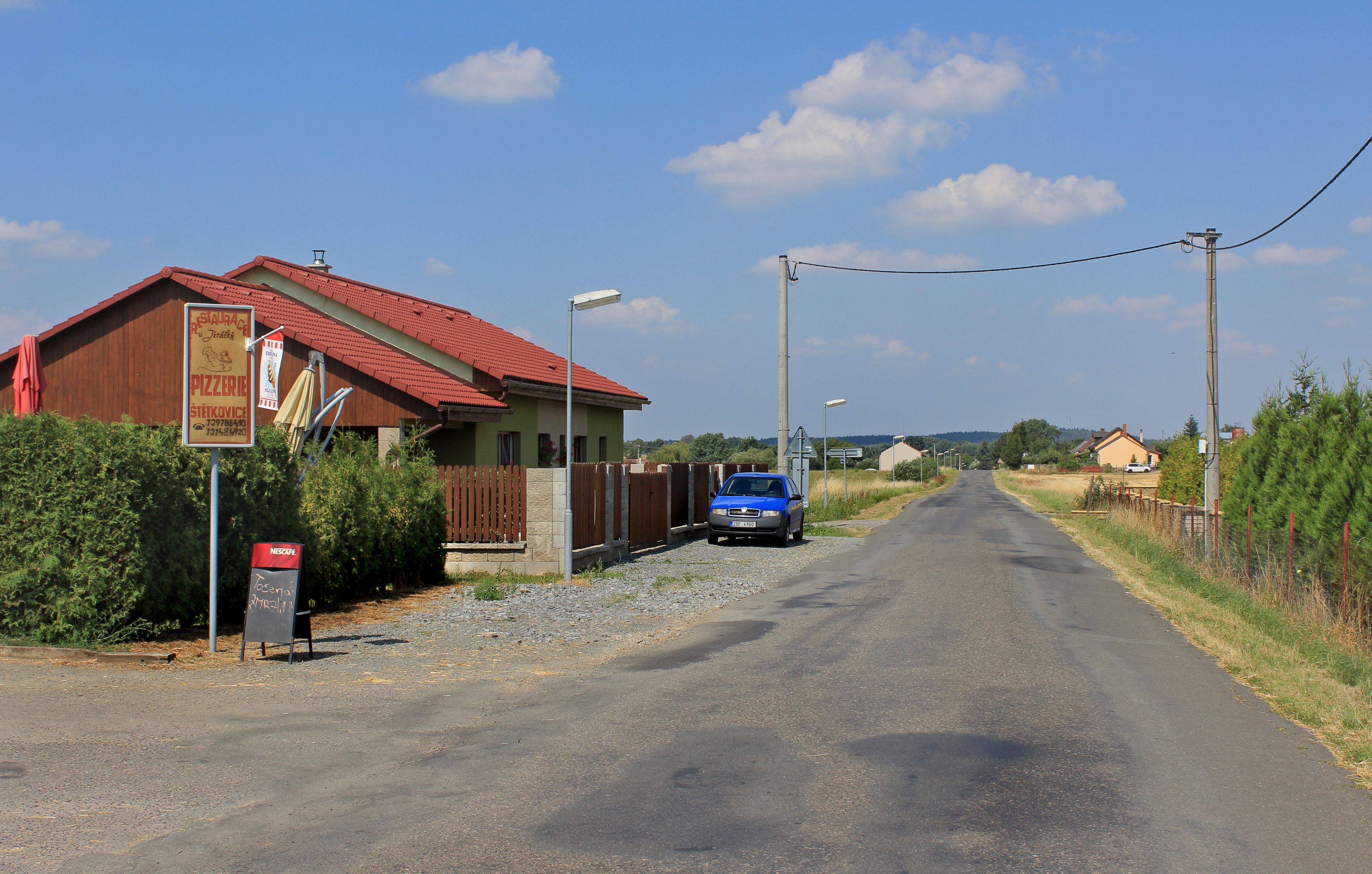
Silnice směrem k Štětkovicím (v pozadí)